# Premio Librex Montale
Il premio Librex Montale è stato un premio letterario creato nel 1982, in seguito alla morte del poeta Eugenio Montale, e attivo fino al 2006.

## Storia
Venne creato da Giulio Abbiezzi, commercialista di Montale nonché presidente delle Edizioni Librex.
I poeti premiati sono stati  Giorgio Caproni, Andrea Zanzotto, Anthony Hecht, Franco Fortini, Carlo Betocchi, Mario Luzi, Giovanni Giudici, Piero Bigongiari, Luciano Erba, Attilio Bertolucci, Nelo Risi, Alda Merini, Alessandro Parronchi, Raffaello Baldini, Giovanni Raboni, Franco Loi, Edoardo Sanguineti.
La sezione Poetry for Music (che non è presente ad ogni edizione del premio) è stata aggiunta nel 1991 per il riconoscimento di un testo scritto per la musica che avesse una particolare valenza poetica. Da allora sono stati premiati Paolo Conte, Francesco Guccini, Lucio Dalla, Franco Battiato, Fabrizio De André, Bob Dylan ed Ivano Fossati.
Nel 2001 la giuria del Librex Montale ha voluto assegnare un premio speciale a Fabrizio De André come riconoscimento della sua lunga e originalissima attività poetica e musicale, mentre un premio alla carriera dell'Associazione è stato consegnato nel 2013 a Curzia Ferrari.
Il premio si è associato nel 2003 a importanti università e associazioni straniere per il riconoscimento di poeti anche a livello mondiale.
Il poeta polacco Tadeusz Różewicz è stato il primo vincitore del Librex Montale International: successivamente sono stati premiati  il poeta nord-irlandese Michael Longley  ed il poeta russo Evgenij Aleksandrovič Evtušenko.
Il Librex Montale non ha una cadenza fissa.